# Andrzej Deptuch

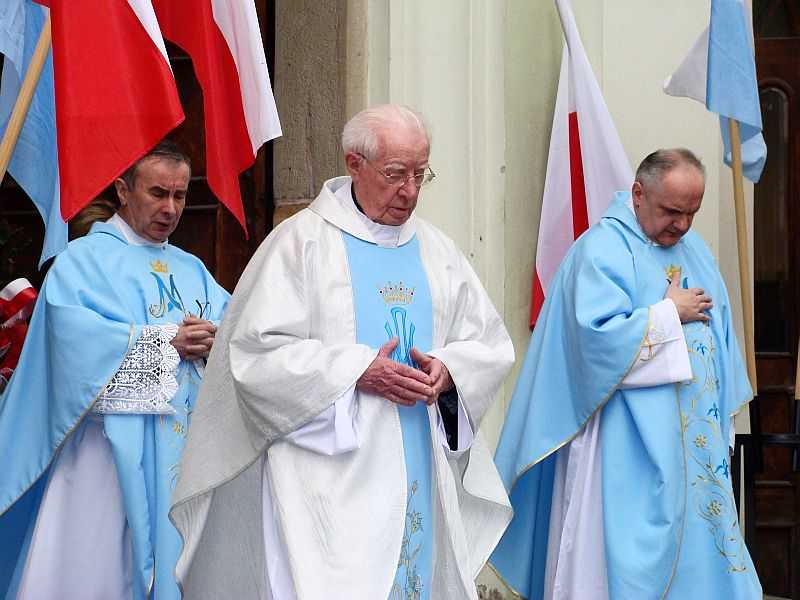
o. Andrzej Deptuch (w środku). Z lewej ks. dr Andrzej Skiba, z prawej o. Piotr Marszałkiewicz (2011)

Andrzej Tadeusz Deptuch, OFMConv. (ur. 15 grudnia 1919 w Łazach, zm. 1 listopada 2015 w Sanoku) – polski franciszkanin konwentualny, prezbiter. Podczas II wojny światowej zaangażowany w Armii Krajowej, później w Zrzeszeniu „Wolność i Niezawisłość”. Aresztowany, torturowany, więziony i prześladowany przez władze komunistyczne PRL. Odznaczony Krzyżem Kawalerskim i Krzyżem Oficerskim Orderu Odrodzenia Polski, w 2008 awansowany na stopień podporucznika Wojska Polskiego.

## Życiorys

### Pochodzenie i nauka
Urodził się w 1919 w Łazach w gminie Rymanów. Na chrzcie św. otrzymał imię Tadeusz. Jego ojciec Jan uprawiał ziemię i był majstrem murarskim, a matka Julia (z domu Kilarecka) była gospodynią domową. W 1926 jego matka zmarła, a ojciec ożenił się po raz drugi z Kazimierą. Przyszły franciszkanin miał czworo rodzeństwa: siostry Annę i Genowefę oraz braci Michała (1911-1950) i Stanisława (jeden z braci był technikiem budowlanym, drogomistrzem). Uczęszczał do 7-klasowej szkoły powszechnej im. Marszałka Józefa Piłsudskiego w Rymanowie.
Jako dziecko czytał często Rycerza Niepokalanej, który stanowił dla niego inspirację. W 1933 wstąpił do małego seminarium Misyjnego Braci mniejszych Konwentualnych w Niepokalanowie. Wówczas po raz pierwszy zetknął się z o. Maksymilianem Marią Kolbem (wyjeżdżającym we wrześniu tego roku do Japonii), a później przebywał z nim w Niepokalanowie od 1936 do 1938. W czerwcu 1937, po ukończeniu 7. klasy gimnazjum starego typu, zdecydował o wstąpieniu do zakonu franciszkańskiego, po czym w sierpniu tego roku rozpoczął nowicjat i otrzymał imię zakonne Andrzej (mistrzem nowicjatu był wówczas o. Jerzy Wierdak). 9 sierpnia 1938 złożył pierwszą profesję czasową i po ukończeniu nowicjatu został przeniesiony do Lwowa, gdzie rozpoczął studia w seminarium duchownym.

Prawda, sprawiedliwość, uczciwość, rzetelność – to zapamiętałem ze spotkania ze św. Maksymilianem (marzec 1995)
Człowiek musi mieć ideały, dla których żyje. Tego nauczyłem się jako uczeń św. Maksymiliana Kolbego, gdy przebywałem dwa lata w Niepokalanowie (listopad 2008)

### Lata wojenne i uwięzienie
Do 1939 odbywał planowo formację zakonną w Seminarium Duchownym we Lwowie-Brzuchowicach. Od sierpnia 1939 zakonnik przebywał wraz z klerykami na pielgrzymce pieszej do kościoła św. Stanisława i tamtejszego klasztoru franciszkanów w Haliczu, zaś w chwili wybuchu II wojny światowej we wrześniu 1939 był w majątku w Hanaczowie. Następnie wraz z czterema towarzyszami z zakonu dotarł do Halicza, gdzie dotarły już siły sowieckie po agresji ZSRR na Polskę z 17 września 1939. Następnie zostali zatrzymani przez sowietów i wraz z innymi aresztowanymi Polakami zgromadzeni na placu w Rohatynie, skąd zostali poprowadzeni w kolumnie, prawdopodobnie w stronę Podwołoczysk. Podczas marszu przez las zakonnicy odłączyli się od prowadzonej grupy i zbiegli. W Szumlanach zakonnicy przebrali się z dotychczas noszonych habitów w ubiór cywilny, po czym podążali nadal. W tym czasie byli zatrzymywani przez uzbrojoną ludność ukraińską i okradzeni z kosztownych przedmiotów, a także przybywając ponownie do Hanaczowa byli tam świadkami ograbienia majątku franciszkańskiego. Po odczekaniu tamże pewnego czasu, udali się do Lwowa, skąd po dwóch dniach trafili do Przemyśla, a stamtąd dotarli do Kalwarii Pacławskiej i tamtejszego klasztora Franciszkanów
Ukończył Liceum im. Karola Szajnochy we Lwowie, zdając egzamin dojrzałości. 30 sierpnia 1942 przyjął święcenia kapłańskie z rąk abp. Eugeniusza Baziaka (w tym czasie prowadzące działania zmierzające do zapewnienia ciągłości prac Seminarium Duchownego na Wydziale Teologicznym Uniwersytetu Jana Kazimierza we Lwowie), w toku przyśpieszonym z dyspensą od 18 miesięcy – z uwagi na ówczesne zapotrzebowanie na kapłanów.
Następnie, jako duchowny, podjął posługę pasterską i równolegle został absolwentem studiów teologicznych. W roku akademickim 1943/1944 był słuchaczem tajnego Studium Pedagogicznego na UJK w ramach tajnych fakultetów (wykłady odbywały się we lwowskim klasztorze oo. Franciszkanów). Oprócz pracy duszpasterskiej i zakonnej oraz obowiązków na studiach, działał także w konspiracji jako członek Armii Krajowej (w związku z rolą klasztoru lwowskiego w tej działalności). Po zakończeniu wojny, 8 grudnia 1945, wraz z innymi zakonnikami w toku wysiedleń został objęty przymusową repatriacją i był zmuszony opuścić lwowski klasztor.
16 grudnia 1945 został przeniesiony do Krakowa, gdzie zamieszkał w tamtejszym klasztorze franciszkańskim. Wkrótce potem został zobowiązany do podjęcia studiów, które od 15 stycznia 1946 prowadził na Wydziale Humanistycznym Uniwersytetu Jagiellońskiego celem kontynuacji kształcenia przerwanego we Lwowie. Studia na UJ kontynuował przez dwa lata i nie ukończył wskutek aresztowania przez Wojewódzki Urząd Bezpieczeństwa Publicznego we Wrocławiu w dniu 8 czerwca 1948 w związku z przechowywaniem dokumentów (skrzynki kontaktowej) organizacji antykomunistycznej „Wolność i Niezawisłość” (WiN). Aresztowanie zostało spowodowane wcześniejszym zatrzymaniem Zofii Orliczowej, współpracującej z o. Deptuchem i zajmującą się ww. skrzynką kontaktową, która została rozpracowana przez UB (jej osobę wydała nieświadomie siostra zakonna, którą o Orliczową zapytali dwaj funkcjonariusze przebrani za księży).
Po trwającym śledztwie i procesie 30 listopada 1948 Wojskowy Sąd Rejonowy we Wrocławiu skazał go na sześciu lat pozbawienia wolności za pomoc członkom Okręgowi Lwów AK-WiN. Więziony był od 9 czerwca 1948 w zakładzie karnym wrocławskiego UB. Wobec tego, że był duchownym, został poddany poniżającemu traktowaniu: był bity, torturowany, głodzony, pozbawiany snu, rażony ostrym światłem prosto w oczy, stosowano wobec niego wyszukane metody znęcania się, w konsekwencji doprowadzony do fizycznego wycieńczenia. Następnie 27 maja 1949 został przewieziony do Zakładu Karnego w Rawiczu (paradoksalnie więzienie utworzono w XIX wieku decyzją władz ówczesnego zaboru pruskiego w miejsce poddanego likwidacji klasztoru Franciszkanów Braci Mniejszych). Tam został brutalnie pobity, po czym 2 sierpnia 1950 został przeniesiony do Wrocławia, tu trafił na oddział szpitalny, gdzie zastosowano wobec niego torturę w postaci użycia 18 razy elektrowstrząsów. 9 lipca 1953 trafił jeszcze do więzienia karno-śledczego w Kłodzku, z którego 21 lub 22 lipca 1953 został zwolniony. Łącznie spędził w więzieniu pięć lat i 1,5 miesiąca. Podczas lat uwięzienia był pozbawiony informacji o uroczystościach kościelnych i o życiu religijnym, a także przedmiotów przynależnych kapłanowi. Mimo tortur zaparł się, nie zdradził prześladowcom informacji o członkach konspiracji oraz nie podpisał deklaracji współpracy ze służbami. W wyniku sadystycznych metod przesłuchań i stosowania wobec niego bicia ucierpiało trwale jego zdrowie, m.in. w wyniku uszkodzenia błony bębenkowej doznał częściowej utraty słuchu, miał lewą rozbitą komorę serca.

Przesiedziałem 5 lat i 1,5 miesiąca. Po zwolnieniu jeszcze nas pouczano jak mamy się zachować. Sądzono mnie w sprawie WiN-u, organizacji Wolność i Niezawisłość, za przechowywanie skrzynki kontaktowej. Stosowali albo bicie albo metody psychiczne, z pozbawieniem snu, jedzenia, przesłuchania nocne. Ja byłem na „maglu” około 10 dni i nocy. Po nim już się miało zwidy, następowało takie rozdwojenie jaźni. Zaparłem się i nikogo nie zdradziłem. (...) Mówiłem sobie: Nikt po mnie nie może cierpieć.

### Praca duszpasterska

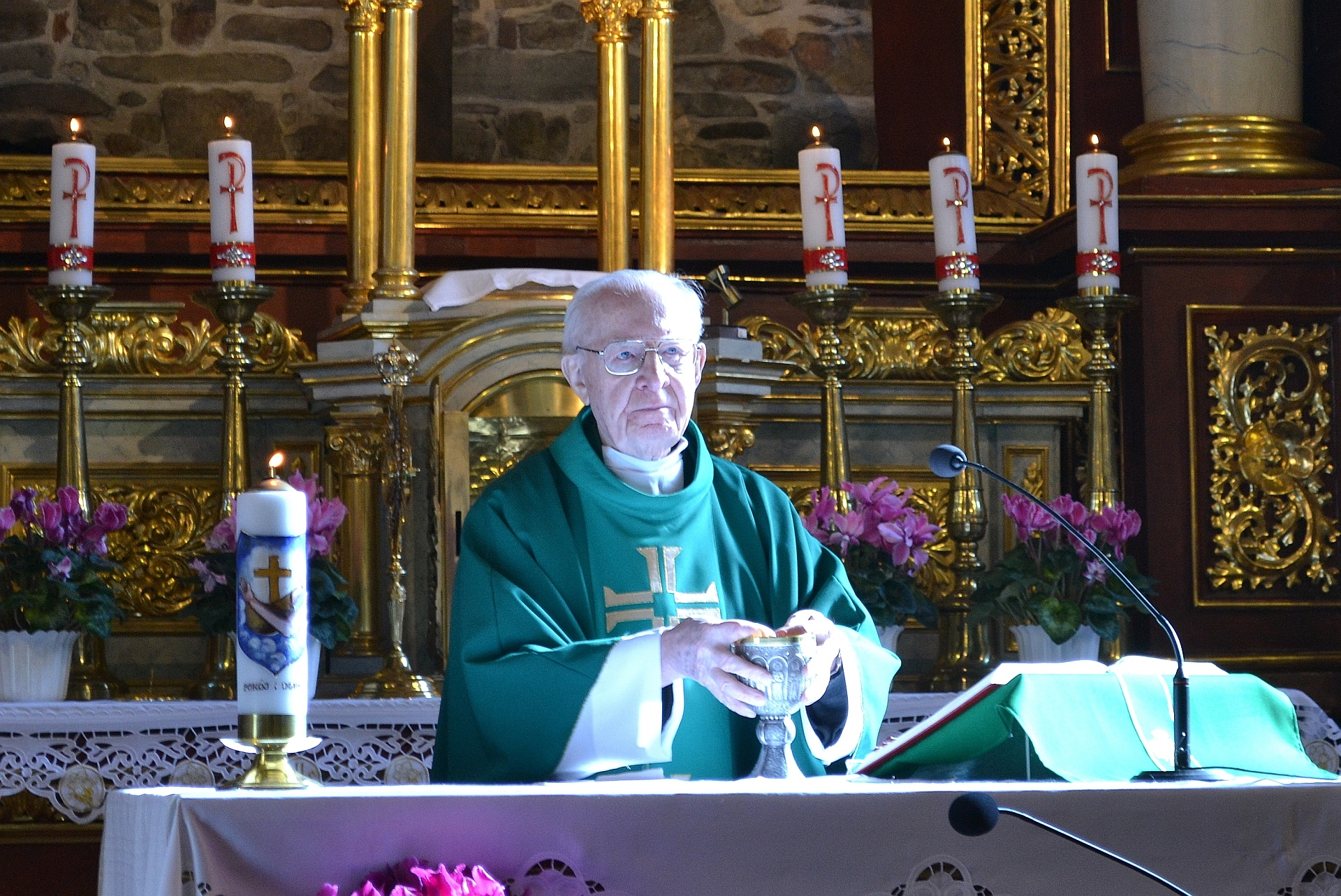
o. Andrzej Deptuch odprawiający mszę św. (2014)

Tuż po odzyskaniu wolności, decyzją nowego prowincjała o. Ireneusza Żołnierczyka otrzymał urlop w wymiarze trzech miesięcy, po czym przebywał u swojego brata w domu rodzinnym w Łazach. Wkrótce potem, postanowieniem ww. przełożonego w październiku 1953 został skierowany do placówki franciszkańskiej w Lubomierzu, gdzie przebywał do końca marca 1954 jako wikariusz substytut, nauczając w tym czasie religii. Następnie został przeniesiony do kościoła franciszkanów w Przemyślu, gdzie przebywał przez 2,5 roku od 1954 do 1956 jako podwładny i ekonom klasztoru. W tym czasie prowadził wykłady pedagogiki i katechetyki w Krakowie, następnie przez pół roku wykładał psychologię ogólną w Jaśle. Do tego miasta został przeniesiony na stałe w 1956 i posługiwał przez 2,5 roku do 1959. Tam był wykładowcą psychologii i logiki w Małym Seminarium oraz udzielał się jako rekolekcjonista i misjonarz. Podczas kapituły zakonnej w 1959 został wybrany gwardianem klasztoru w Przemyślu i pełnił tę funkcję przez rok. Stając w obronie o. Celestyna Gacka sprzeciwił się informacjom opublikowanym o nim, określając je z ambony jako kłamstwa, w związku z czym został wezwany przez władze państwowe na wyjaśnienia do Rzeszowa. Wobec zastosowania formy szantażu przez władze komunistyczne wobec zakonu (zagrożono, że nie zostanie wydana zgoda na budowę kościoła w Jaśle) został przeniesiony do Radomska. Tam (zamieniony z przełożonym skierowanym do klasztoru przemyskiego) pełnił funkcję gwardiana klasztoru przy kościele Podwyższenia Krzyża Świętego przez pięć lat od 1960 do 1965 oraz przełożonego przez sześć lat. Następnie sprawował stanowisko ekonoma prowincji św. Antoniego z Padwy i bł. Jakuba Strzemię Zakonu Braci Mniejszych Konwentualnych w Krakowie przez trzy lata od 1965 do 1968 (w trakcie budowy kościoła w Jaśle). Od 1968 posługiwał jako ojciec zakonny. W kolejnych latach przebywał w Sanktuarium Matki Bożej Rychwałdzkiej w Rychwałdzie jako misjonarz w funkcji podwładnego (1968-1969), w kościele św. Jana Chrzciciela w Legnicy jako misjonarz rekolekcjonista i przełożony III Zakonu w funkcji podwładnego (1969-1972).
Od 26 lipca 1972 posługiwał w kościele i klasztorze Franciszkanów w Sanoku w tamtejszej parafii Podwyższenia Krzyża Świętego. Został tam przeniesiony jako rekolekcjonista. Później pełnił tam funkcję ekonoma klasztornego (w tym czasie przyczynił się do odzyskania domu przy klasztorze, gdzie mieszkają obecnie siostry służebniczki starowiejskie i pokrycia dachu klasztoru blachą), a w ostatnich latach sprawował funkcję spowiednika.
W 2002 obchodził jubileusz 60. rocznicy swoich święceń kapłańskich, które miały główny punkt podczas uroczystej mszy św. 15 września 2002. W trakcie eucharystii z rąk rektora Uniwersytetu Jagiellońskiego, prof. Franciszka Ziejki otrzymał Medal 600-lecia Odnowienia Akademii Krakowskiej i Honorowy Dyplom Uniwersytetu Jagiellońskiego.
W lipcu 2002 Oddział IPN we Wrocławiu wystąpił do Komisji Ścigania Zbrodni Przeciwko Narodowi Polskiemu z informacją o stosowaniu niedozwolonych metod śledczych wobec franciszkańskiego duchownego. Na tej podstawie zostało wszczęte śledztwo, jednak z braku dowodów postępowanie umorzono.
W 2006 we wrocławskim oddziale Instytutu Pamięci Narodowej powstał krótkometrażowy film dokumentalny pt. „Najwyższa niesprawiedliwość”, dotyczący jego osoby, w tym uwięzienia.
26 sierpnia 2012 w kościele franciszkanów w Sanoku o godz. 12.00 o. Andrzej Deptuch odprawił mszę św. dziękczynną z okazji jubileuszu 70. rocznicy święceń kapłańskich. Podczas uroczystej eucharystii homilię przedstawiającą życiorys o. Andrzeja wygłosił ks. dr Andrzej Skiba, proboszcz sąsiedniej parafii Przemienienia Pańskiego w Sanoku.

Dlaczego zdecydowałem się obchodzić jubileusz 70-lecia? (…) Nie lubię siebie celebrować. Lubię celebrować tylko Boga. Nie myślcie, że kłamię. Moim bzikiem życiowym to była prawda i to gdzieś od siódmego roku życia. Moim bzikiem była sprawiedliwość. Moim bzikiem była pracowitość. Dotychczas, za wszystko, za świat myśli, świat języka i świat postępowania nie mogłem z tego ustąpić. Jak nie mogłem podczas śledztwa mówić prawdy, przestałem już mówić. Ale za to dostałem osiemnaście elektrowstrząsów.

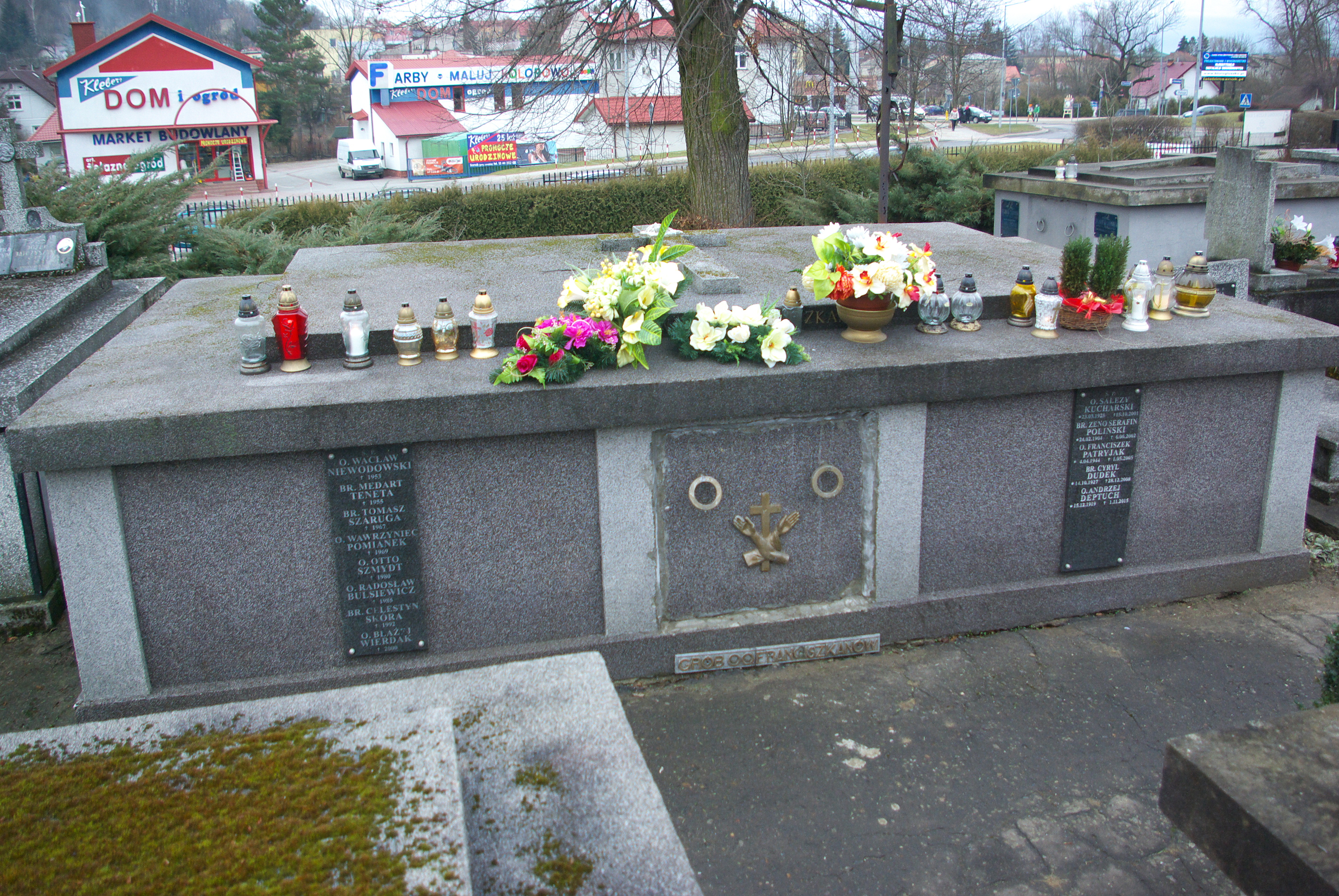
Grobowiec zakonników franciszkańskich w Sanoku

W czasie 70-letniej posługi kapłańskiej wygłosił ponad 200 serii rekolekcji i misji. Był szczególnie znany ze swojej działalności niepodległościowej i postawy patriotycznej, a w działalności duszpasterskiej z płomiennych przemówień, wygłaszanych zarówno podczas kazań kościelnych, jak również trakcie uroczystości cywilnych (państwowych, upamiętniających). Jako członek Światowego Związku Żołnierzy Armii Krajowej był sygnatariuszem aktu założycielskiego Klubu Historycznego im. Armii Krajowej w Sanoku 14 lutego 2010.
Ojciec Andrzej Deptuch zmarł w uroczystość Wszystkich Świętych 1 listopada 2015 w szpitalu w Sanoku. 4 listopada 2015, po uroczystej mszy św. pogrzebowej w sanockim kościele franciszkanów, został pochowany w grobowcu zakonników franciszkańskich na Cmentarzu Centralnym w Sanoku. Do chwili śmierci był najstarszym żyjącym kapłanem archidiecezji przemyskiej.

W swoim życiu wygłosiłem około 200 misji i rekolekcji. Skończyłem trzy wydziały: teologię, humanistykę i pięć lat kryminału. To robi swoje.

## Odznaczenia, wyróżnienia i upamiętnienie
- Krzyż Kawalerski Orderu Odrodzenia Polski (11 stycznia 1995, postanowieniem Prezydenta RP Lecha Wałęsy „za wybitne zasługi w działalności na rzecz suwerenności i niepodległości Polski oraz zasługi w pracy duszpasterskiej”[35][36]; dekoracji dokonał wojewoda krośnieński Piotr Komornicki 27 marca 1995)[5][37].
- Medal 600-lecia Odnowienia Akademii Krakowskiej i Honorowy Dyplom Uniwersytetu Jagiellońskiego (przyznany przez rektora prof. Franciszka Ziejkę, wręczony 15 września 2002 podczas uroczystości jubileuszu 60-lecia kapłaństwa o. Deptucha)[36][38].
- Krzyż Oficerski Orderu Odrodzenia Polski (3 maja 2006, postanowieniem Prezydenta RP Lecha Kaczyńskiego „za wybitne zasługi w działalności na rzecz niepodległości Rzeczypospolitej Polskiej, za pracę społeczną w środowiskach kombatanckich”)[36][39][40].
- Srebrna moneta kolekcjonerska (przyznana 17 listopada 2008 przez Instytut Pamięci Narodowej i Narodowy Bank Polski za zaangażowanie w upamiętnianie historii Polski i walkę o jej niepodległość osobom z listy „Kustoszy pamięci” zaangażowanym w działalność narodową i patriotyczną).
- Awans na stopień oficerski podporucznika (nadany 11 listopada 2008 za zasługi w walce o wolność z postanowienia Prezydenta RP Lecha Kaczyńskiego)[41].
- Wyróżnienie dwoma srebrnymi monetami kolekcjonerskimi monety kolekcjonerskie przyznanymi podczas uroczystości z okazji 90. rocznicy odzyskania niepodległości współorganizowanej przez Instytut Pamięci Narodowej oraz Narodowy Bank Polski (przyznane w Rzeszowie 17 listopada 2008 przez prezesa NPB, Sławomira Skrzypka)[41][42][43].
- Po 2006 otrzymane odznaczenia o. Andrzej Deptuch przekazał jako wota do umieszczenia obok obrazu Matki Bożej Pocieszenia w kościele franciszkanów w Sanoku.

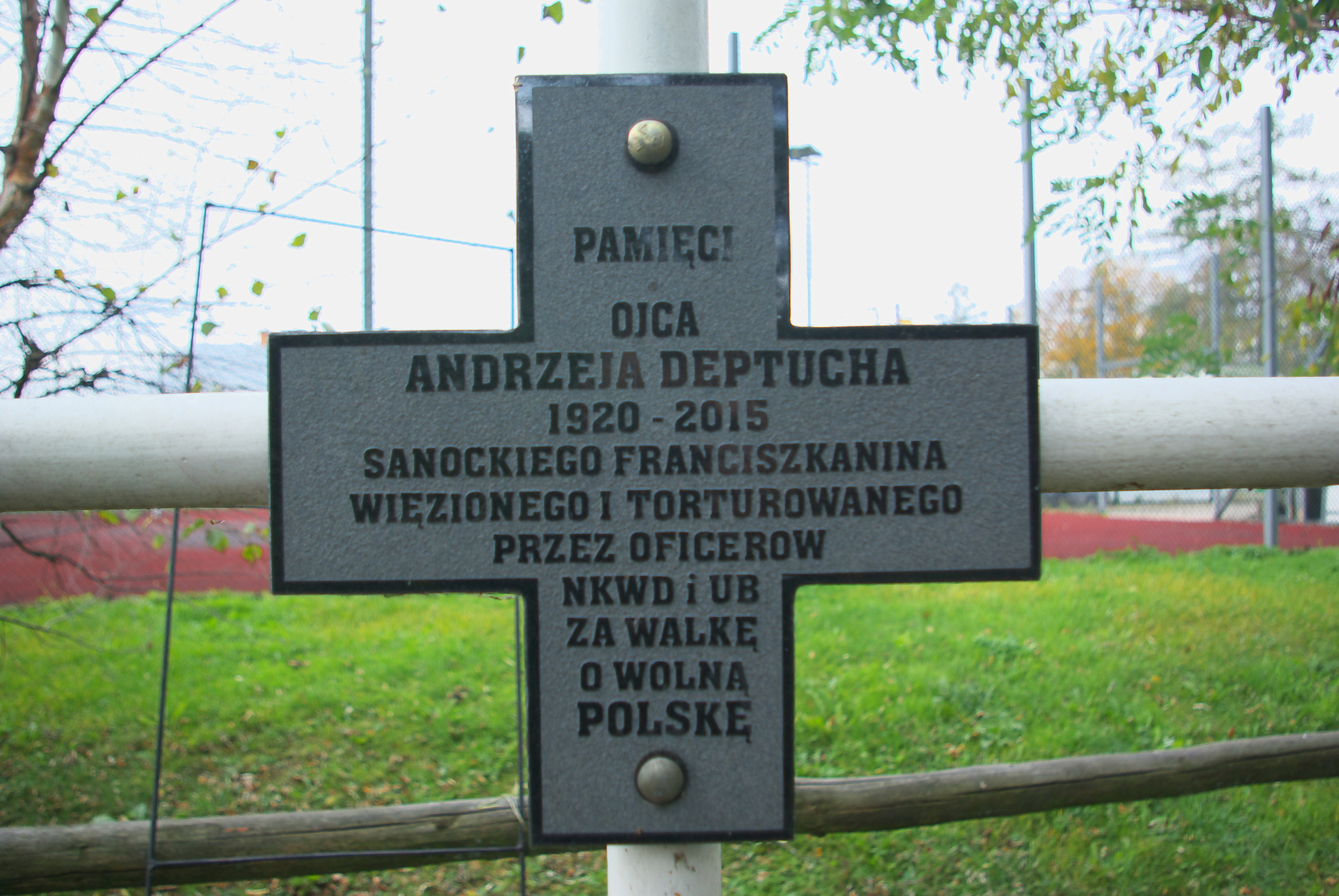
Tabliczka upamiętniająca na krzyżu w Trepczy

- Poeta Jan Szelc napisał 10 września 2006 wiersz pt. Do sanockiej Pani (wydany w tomiku poezji pt. Łzą żywiczną zalakowane w 2008), opiewający obraz Matki Bożej Pocieszenia i sam kościół franciszkanów w Sanoku, w którym zawał następujące wersy:
„A Ojca Andrzeja / którego słowo / poprzez ofiarę / nabrało wagi // słyszę w głosie / dzwonu”[44].
- Życiorys ks. Andrzeja Deptucha za jego życia został zaproponowany przez Instytut Pamięci Narodowej jako element tematów lekcyjnych z historii najnowszej dla szkół w Polsce[45][46].
- Życiorys i postawa o. Andrzeja Deptucha został wybrany do ogólnopolskiego projektu Instytutu Pamięci Narodowej pt. „Kamienie pamięci. Z modlitwą Ojczyźnie”[47][48], w ramach którego uczniowie przygotowali sesję przedstawioną na uroczystości w Sanockim Domu Kultury 20 marca 2015[49][50][51][52].
- 23 listopada 2017 w Parku Kwitnąca Akacja w Trepczy pod Sanokiem został odsłonięty biały krzyż wraz z tablicą upamiętniającą o. Andrzeja Deptucha[53] (został ustanowiony obok kamienia pamiątkowego żołnierzy wyklętych, odsłoniętego tam w listopadzie 2015)[54].